# Stenosphenus sobrius
Stenosphenus sobrius är en skalbaggsart som först beskrevs av Newman 1840.  Stenosphenus sobrius ingår i släktet Stenosphenus och familjen långhorningar.
Artens utbredningsområde är:
- Guatemala.
- Honduras.

Inga underarter finns listade i Catalogue of Life.